# Chilliwack Bruins
Chilliwack Bruins – juniorska drużyna hokejowa z siedzibą w Chilliwack w Kanadzie. Występowała w WHL w dywizji B.C. konferencji zachodniej. W 2011 klub został przeniesiony i utworzono Victoria Royals.
- Rok założenia: 2006
- Rok rozwiązania: 2011
- Barwy: czarno-białe-złote
- Trener: Jim Hiller
- Manager: Darrell May
- Hala: Prospera Centre